# ماریان گایژبرگ
ماریان گایژبرگ (انگلیسی: Marián Geišberg; ۲۳ دسامبر ۱۹۵۳ – ۱۰ نوامبر ۲۰۱۸) بازیگر اهل کشور اسلواکی بود. وی بین سال‌های ۱۹۷۷ تا ۲۰۱۸ میلادی فعالیت می‌کرد.
از فیلم‌هایی که وی در آن‌ها نقش داشته است، می‌توان به یانوشیک: روایتی واقعی و سه برادر اشاره نمود.